# Oliver Parker
Oliver Parker (London, 1960. szeptember 6. –) angol rendező. 
Ismertebb rendezései a Dorian Gray (2009) és a  Johnny English újratöltve (2011). Oscar Wilde több művét is megfilmesítette, az 1999-es Az eszményi férj forgatókönyvéért BAFTA-díjra jelölték. 2002-es rendezése, a Bunbury, avagy jó, ha szilárd az ember szintén Wilde egy művének adaptációja.

## Filmográfia

### Film

#### Rendező, író és producer
| Év   | Magyar cím                                   | Eredeti cím                                  | Feladatkör | Feladatkör | Feladatkör |
| Év   | Magyar cím                                   | Eredeti cím                                  | Rendező    | Író        | Producer   |
| ---- | -------------------------------------------- | -------------------------------------------- | ---------- | ---------- | ---------- |
| 1995 | Othello                                      | Othello                                      | Igen       | Igen       | Nem        |
| 1999 | Az eszményi férj                             | An Ideal Husband                             | Igen       | Igen       | Nem        |
| 2002 | Bunbury, avagy jó, ha szilárd az ember       | The Importance of Being Earnest              | Igen       | Igen       | Nem        |
| 2006 | A sötétség ideje                             | Fade to Black                                | Igen       | Igen       | Nem        |
| 2007 |                                              | I Really Hate My Job                         | Igen       | Nem        | Nem        |
| 2007 | St. Trinian’s – Nem apácazárda               | St Trinian's                                 | Igen       | Nem        | Igen       |
| 2009 | Dorian Gray                                  | Dorian Gray                                  | Igen       | Nem        | Nem        |
| 2009 | St. Trinian’s 2. – A Fritton arany legendája | St Trinian's 2: The Legend of Fritton's Gold | Igen       | Nem        | Igen       |
| 2011 | Johnny English újratöltve                    | Johnny English Reborn                        | Igen       | Nem        | Nem        |
| 2016 | Az ükhadsereg                                | Dad's Army                                   | Igen       | Igen       | Nem        |
| 2018 | Férfiak fecskében                            | Swimming with Men                            | Igen       | Nem        | Nem        |
| 2022 |                                              | Emily                                        | Nem        | Nem        | Vezető     |
| 2023 | A nagy menekülő                              | The Great Escaper                            | Igen       | Nem        | Nem        |

#### Színész
| Év   | Magyar cím                | Eredeti cím              | Szerep          | Magyar hang  |
| ---- | ------------------------- | ------------------------ | --------------- | ------------ |
| 1987 | Hellraiser                | Hellraiser               | költöztető      | Bor Zoltán   |
| 1988 | Hellraiser 2. – Hellbound | Hellbound: Hellraiser II | munkás          | Garai Róbert |
| 1990 | Az éjszaka szülöttei      | Nightbreed               | Peloquin        | Orosz István |
| 1990 | Apócák a pácban           | Nuns on the Run          | doktor          |              |
| 1999 | Az eszményi férj          | An Ideal Husband         | Bunbury         |              |
| 2001 |                           | Zoe                      | Julian          |              |
| 2014 |                           | Shepherd on the Rock     | Simon McIntyre" |              |

### Televízió
| Év        | Magyar cím              | Eredeti cím                           | Szerep                         | Megjegyzések                                                                         |
| --------- | ----------------------- | ------------------------------------- | ------------------------------ | ------------------------------------------------------------------------------------ |
| 1986–1988 |                         | King & Castle                         | Rogers nyomozó / Roger Wayland | 2 epizód                                                                             |
| 1987      | Miss Marple: Nemezis    | Miss Marple: Nemesis                  | londoni rendőr                 | 1 epizód                                                                             |
| 1987      |                         | Matlock                               | férfi az iskolában             | 1 epizód                                                                             |
| 1989      |                         | The Bill                              | Glen Phelps                    | 1 epizód                                                                             |
| 1991      | Agatha Christie: Poirot | Agatha Christie's Poirot              | Philip Ridgeway                | - 1 epizód - (Hová lett egymillió dollárnyi kötvény?) - magyar hangja: - Cseke Péter |
| 1993–1994 | Baleseti sebészet       | Casualty                              | Mark Calder                    | 18 epizód                                                                            |
| 1994      |                         | Lovejoy                               | Desmond Dexter                 | 1 epizód                                                                             |
| 1994      |                         | Murder in Belgravia: The Lucan Affair | Lord Lucan                     | tévéfilm                                                                             |
| 1995      |                         | The Big Game                          | Charles Harman                 | tévéfilm                                                                             |
| 2003      |                         | The Private Life of Samuel Pepys      | nem szerepel                   | tévéfilm rendezője                                                                   |
| 2022–2024 |                         | Funny Woman                           | nem szerepel                   | rendező (10 epizód) vezető producer (4 epizód)                                       |

## Fordítás
- Ez a szócikk részben vagy egészben  az   Oliver Parker című angol Wikipédia-szócikk fordításán alapul.  Az eredeti cikk szerkesztőit annak laptörténete sorolja fel. Ez a jelzés csupán a megfogalmazás eredetét és a szerzői jogokat jelzi, nem szolgál a cikkben szereplő információk forrásmegjelöléseként.